# Карзай, Зинат
Зинат Кураиши Карзай (род. 1970, Кандагар, Королевство Афганистан) — супруга бывшего президента Афганистана Хамида Карзая.

## Биография
Зинат родилась и выросла в городе Кандагаре в семье чиновника, по национальности пуштун. После окончания школы Зинат переехала в Кабул, где продолжила обучение в Кабульском университете. В 1993 году она вместе с родителями бежала от гражданской войны в пакистанский город Кветта в Белуджистане. Зинат по профессии врач-гинеколог, работала в Кветте в больнице. Затем вышла замуж за Хамида Карзая, которому она являлась дальней родственницей. В 2007 году у пары родился сын Мирвайс, а в 2012 году родилась дочь Малалай. В марте 2014 года Зинат родила третьего ребёнка, дочь по имени Ховси в частной больнице в индийском городе Гургаон. Их четвёртый ребёнок, дочь, родилась 3 сентября 2016 года.